# Zlatko Škorić
Zlatko Škorić (Zagreb, 27. srpnja 1941. – Zagreb, 23. svibnja 2019.), bio je nogometni vratar, državni reprezentativac.

## Igračka karijera
Prvi klub mu je bio Elektrostroj iz Zagreba, a 1960. godine prešao je u zagrebački NK Dinamo, s kojim je osvojio Kup velesajamskih gradova 1966./67.. Godine 1969. prešao je u Avignon iz kojeg iste sezone prelazi u ljubljansku Olimpiju. Sezonu 1971./72. proveo je u Stuttgartu, a 1972./73. u Bayernu iz Münchena. Nakon kraćeg povratka u Avignon, završio je igračku karijeru u NK Zagrebu 1975.
Za reprezentaciju Jugoslavije nastupio je 8 puta (1964. – 1966.).